# Battaglia di Callinicum (171 a.C.)
La battaglia di Callinicum (in greco: H μάχη του Καλλίνικου) fu il primo scontro della terza guerra macedonica; fu combattuta nel 171 a.C. tra l'esercito romano, comandato dal console Publio Licinio Crasso, e l'esercito macedone, guidato dal re Perseo di Macedonia. La battaglia venne combattuta e vinta dai macedoni presso il villaggio di Kalliniko, presso l'odierna città greca di Larissa.